# Rosiczka przerastająca
Rosiczka przerastająca (Drosera prolifera) – gatunek z rodziny rosiczkowatych. Występuje w lasach równikowych australijskiego stanu Queensland. Gatunek odkryty został w 1937 roku, opisany w 1940. Jest rzadko spotykany w uprawie.

## Morfologia

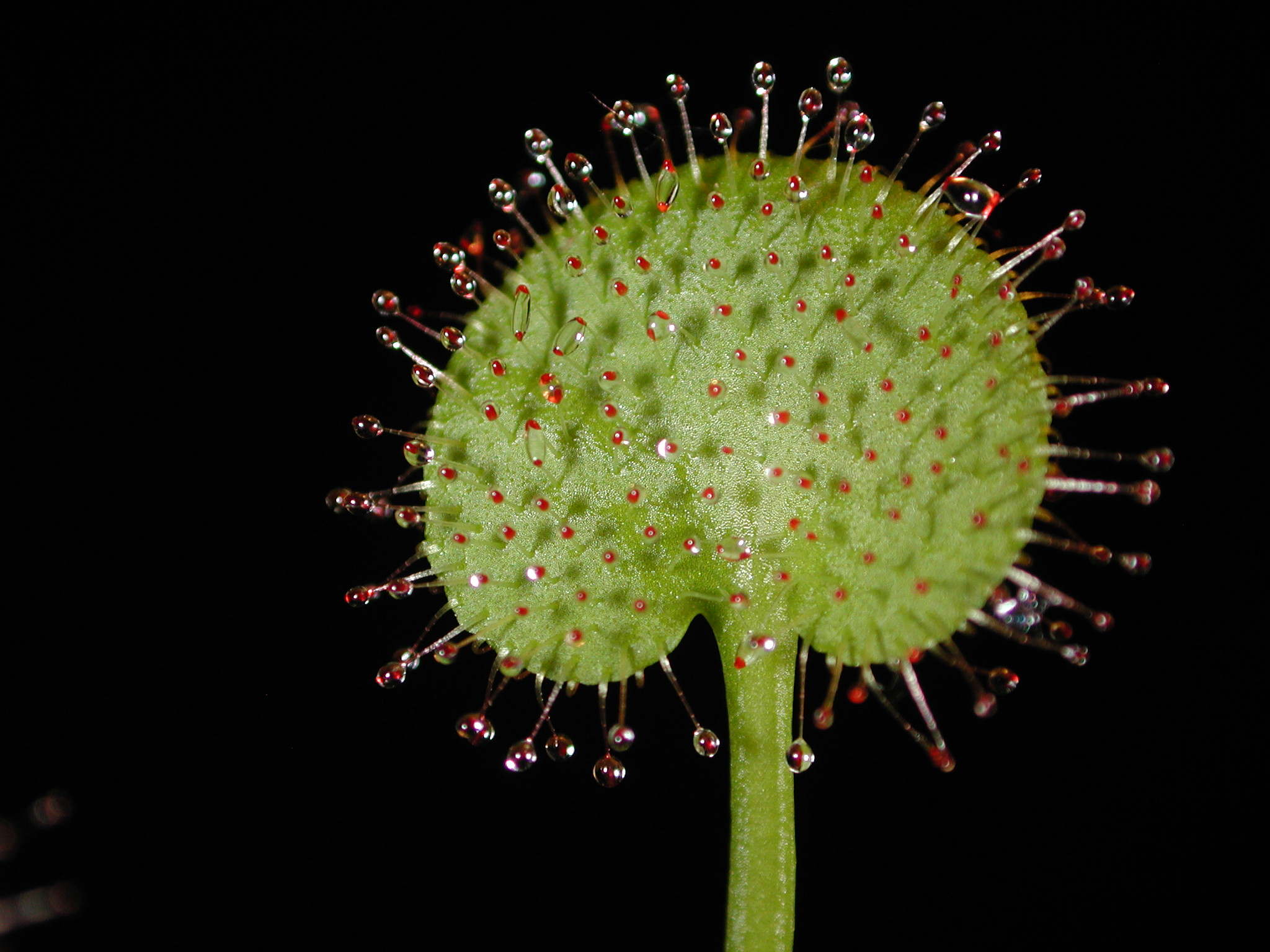
Liść

PokrójRoślina wieloletnia, drobna, tworząca przyziemne rozety o średnicy do 10 cm.
LiścieO nerkowatym kształcie i średnicy do 2 cm umieszczone na długim (do 4 cm) i  cienkim ogonku.
KwiatyDrobne, czerwone, różowe lub białe. Wyrastają zebrane w kwiatostan osiągający do 18 cm wysokości.

## Biologia i ekologia
Roślina owadożerna. Należy do nielicznych rosiczek znoszących trwałe ocienienie. Wymaga wyrównanych temperatur i dużej wilgotności. Rozmnaża się wegetatywnie za pomocą rozetek potomnych, rzadko za pomocą nasion. Rozetki powstają na końcach głąbików kwiatostanowych.

## Uprawa
Rosiczkę przerastającą uprawia się na podłożu kwaśnym, w czystym torfie lub żywych torfowcach w doniczkach o wysokości 13 cm. Warunkiem uprawy jest, aby podłoże było stale wilgotne, np. poprzez utrzymywanie wody w podstawce, jak również zapewnienie przez cały czas wysokiej wilgotności powietrza (wymaga stałego przykrycia lub uprawy w paludarium). Zimą toleruje spadki temperatur do 10 °C. Wymaga doświetlania (w sumie 16-godzinnego) w okresie jesienno-zimowym. Rozmnażana za pomocą rozetek potomnych.